# Magali Herrera
Magali Herrera (1914-1992) là một nghệ sĩ người Uruguay tự học, đã viết, nhảy, diễn xuất và làm phim ngoài việc sản xuất các tác phẩm hội họa về Utopia, với chúng cô đã được biết đến.

## Đời sống
Magali Herrera sinh năm 1914 tại Rivera, Uruguay  trong một gia đình địa phương đáng chú ý. Cô ấy là một người tự học, làm việc với nhiều phương tiện truyền thông trước khi tạo ra các tác phẩm trực quan nổi bật, nhờ chúng mà cô ấy được biết đến. Cô là một nhà văn ban đầu, với những bài thơ và câu chuyện không bao giờ được xuất bản, và cũng viết cho một số tờ báo hàng ngày, làm việc như một nhà báo. Cô rất thích tổ chức những buổi tối đọc thơ và kết bạn với nữ thi sĩ nổi tiếng người Uruguay Juana de Ibarbourou  Cô bắt đầu vẽ liên tục trong đầu những năm 1950 nhưng phải đến năm 1965, sau một thời gian trầm cảm nặng, thì cô mới bắt đầu vẽ thường xuyên. Hoạt động này trở thành trung tâm cho sự tồn tại của cô với những giai đoạn làm việc sáng tạo mãnh liệt, trong đó cô sẽ vẽ cả ngày lẫn đêm. Trầm cảm, đôi khi dữ dội đến mức dẫn đến các lần toan tự tử, tiếp tục làm Herrera đau khổ và đến năm 1992, cô đã tự kết liễu đời mình.

## Sưu tập và triển lãm
Công trình của Magali Herrera chủ yếu được tổ chức tại bảo tàng Collection de l'Art Brut ở Lausanne, Thụy Sĩ. Các tác phẩm của cô đã được giới thiệu trong các triển lãm Collection de l'Art Brut bao gồm hồi tưởng năm 1996  và Art Brut Biennial II: Architectures, vào năm 2015  trong đó có một danh mục đi kèm của triển lãm Architecture: Art Brut the Collection, được xuất bản bởi 5 Continents Editions, đã được sản xuất  Một tập hợp các tác phẩm của cô đã được trình bày bởi Galerie Christian Berst (wiki fr) tại Art Paris 2010. Năm 2015, tác phẩm của cô đã được đưa vào triển lãm Le Cahier Dessiné tại Halle Saint-Pierre ở Paris.